# Estación Monte
Monte es una estación ferroviaria del Ferrocarril General Roca ubicada en la localidad de San Miguel de Monte, en el Partido de Monte, Provincia de Buenos Aires, Argentina

## Servicios
Existe un servicios diésel entre esta estación y Cañuelas, parando además en algunas estaciones intermedias. Hay dos servicios matutinos y dos vespertinos en cada sentido de ambos servicios.
Por sus vías corren trenes de carga de la empresa Ferrosur Roca, donde posee una descarga de piedra.
Hasta fines de los años 90 existió el tren "Brisas del Mar" que unía, al menos tres veces por semana, Constitución, Monte, Las Flores, Rauch, Tandil, Lobería y Quequén.

## Ubicación
Se encuentra ubicada a 107 km de la estación Constitución.